# For My Parents
For My Parents — шестой студийный альбом японской инструментальной рок-группы Mono, выпущенный 4 сентября 2012 года на лейбле Temporary Residence Limited. Группа также выпустила видеоклип на открывающую альбом песню «Legend» под названием «Legend: A Journey Through Iceland». Режиссёром видео выступил Генри Джун Ва Ли.

## История
Японцы Mono исследуют границы построка с 2006 года, когда они сотрудничали с World’s End Girlfriend в альбоме 2006 года Palmless Prayer/Mass Murder Refrain, используя электронику, струнные, хор, пианиста и саксофониста. В 2009 году в альбоме Hymn to the Immortal Wind были представлены большие струнные и духовые секции, а затем последовало живое фестивальное выступление Holy Ground: NYC Live в сотрудничестве с оркестром Wordless Music Orchestra под управлением Джефри Миларски. Эти альбомы продемонстрировали переход звучания Mono от громогласного построка к его истокам. For My Parents, снова с WMO Миларски, переименованным в Holy Ground Orchestra, почти завершает этот переход. Каждый из предыдущих экспериментов Mono с классическими инструментами и аранжировками был немного глубже и шире. Но эти пять продолжительных треков продвигают их ещё дальше к краю.

## Песни
Более традиционные аспекты звучания Mono можно услышать в соответствующем названии «Nostalgia», где струнные в конце концов уступают место быстрым струнным аккордам и риффам с открытой настройкой, которые набирают интенсивность, даже когда наверху грохочут тимпаны и ударные. Но это исключение. В «Legend» узел напряжения едва поднимается, поскольку оркестровка находится в идеальном балансе с более лёгкими прикосновениями группы. В великолепной «Unseen Harbour», самой длинной композиции сета, элементы сдержанного диссонанса соседствуют с извилистыми, но взаимосвязанными мелодиями, трансцендентно красивыми оркестровыми пассажами и грохочущими рок-взрывами, которые сменяют друг друга, держа слушателя в напряжении, но в восторженном внимании к музыке, которая приближается к чистым эмоциям благодаря своему естественному течению и сплетённой динамике. Песня «A Quiet Place (Together We Go)» почти медитативна на протяжении более половины своих девяти с лишним минут. Нарезанные пальцами электрогитары, мерцающая перкуссия и гулкая басовая линия украшены пасторальными виолончелями и альтами, которые никогда не поглощают пейзаж, но держат его в лучах света, вызывая чувства потери, размышления и нежности до самого конца, отправляя альбом на ноты меланхолии и величия одновременно. Что действительно произошло в альбоме For My Parents, так это то, что Mono практически оставили построк позади. Вместо этого они превратились в группу, жанр которой создан ими самими.

## Отзывы
| Совокупная оценка    | Совокупная оценка |
| Источник             | Оценка            |
| -------------------- | ----------------- |
| Metacritic           | 75/100            |
| Оценки критиков      |                   |
| Источник             | Оценка            |
| Allmusic             | [ 2 ]             |
| Consequence of Sound | [ 4 ]             |
| Drowned in Sound     | 8/10              |
| Now                  | [ 6 ]             |
| Pitchfork Media      | 5.4/10            |
| Rock Sound           | 7/10              |
| Sputnikmusic         | 3.5/5             |

Альбом получил положительные отзывы критиков: AllMusic, Drowned in Sound, Now, Pitchfork Media, Rock Sound, Sputnikmusic.
Drowned in Sound сказали: «Группа достигла того уровня, когда их работы звучат уникально, и теперь они будут продолжать кропотливо развивать каждый аспект этой работы с каждым релизом», а Consequence of Sound отметили: «For My Parents вряд ли станет одним целым с вашим Slow Riot для New Zerø Kanadas или Spiderlands, но есть моменты, когда кажется, что он пробивает новую почву, представляя собой максимальное, но чётко спродюсированное зрелище, которое может создать только такая музыкально грамотная и технически беглая группа, как Mono».
Том Джурек из AllMusic поставил оценку 4 из 5 звёзд и сказал: «Здесь они создали музыку, которая органично сочетает в себе повторяемость, гипнотичность, плотность и динамику, которые мы привыкли ожидать от пост-рока как жанра, но при этом переворачивает их с ног на голову, уделяя все больше внимания деталям, пространству, атмосфере, мелодике, экспансивным гармоникам и интервальным архитектурам. Такое изысканное музицирование — это упражнение в самоотдаче, где постоянное переосмысление и отсутствие эго становятся главными движущими силами. Mono служат своей музыке, а не заставляют её служить им. Почти идеальный баланс кинематографической классики и рок-музыки может оттолкнуть некоторых хэдбенгеров, но он, несомненно, понравится всем, у кого есть открытый ум и, что более важно, открытое сердце».

## Список композиций
| №  | Название                         | Длительность |
| -- | -------------------------------- | ------------ |
| 1. | «Legend»                         | 11:57        |
| 2. | «Nostalgia»                      | 12:03        |
| 3. | «Dream Odyssey»                  | 8:10         |
| 4. | «Unseen Harbor»                  | 14:02        |
| 5. | «A Quiet Place (Together We Go)» | 9:25         |

## Участники записи
Mono
- Такаакира «Така» Гото — гитара
- Тамаки Куниши — бас, фортепиано, глокеншпиль
- Йода — гитара
- Ясунори Такада — барабаны, глокеншпиль, литавры, оркестровые колокола, гонг

Производство
- Генри Хирш — запись
- Рэйчел Алина — ассистирование
- Фред Уивер — Микширование
- Боб Уэстон — мастеринг

The Holy Ground Orchestra
- Джефф Миларски — дирижер
- Юки Нумата, Кортни Орландо, Эмили Ондрачек, Патти Килрой — скрипка 1
- Конрад Харрис, Бен Рассел, Кэролайн Шоу, Аманда Ло — скрипка 2
- Калеб Бурханс, Надя Сирота, Эрин Уайт, Жанна Дара — виола
- Кларисса Дженсен, Брайан Сноу — виолончель 1
- Кейтлин Салливан, Лаура Меткалф — виолончель 2
- Логан Коул — бас
- Шейна Данкельман — литавры
- Юрий Ямашита — цимбалы